# Urse d'Abetot
Urse d'Abetot, también Urse Abbott y Urso de Worcester (La Cerlangue, c. 1045-Worcester, c. 1108) fue un noble caballero anglonormando, sheriff de Gloucestershire y Worcestershire, y condestable de Worcester. Hijo de Almeric [Amaury] d'Abitot (c. 1020-1056), perteneciente a una distinguida familia de la nobleza normanda, vinculada a la familia de Guillermo de Tancarville. La madre de Almeric fue Hélisende de Tankerville (c. 992-1060). Urse aparece en el Libro Domesday como feudatario de los Tancarville. Robert Despenser (m. 1097) era hijo de Almeric y hermano de Urse. A través de su hija, Urse es antepasado de la [[familia Beauchamp de Bedford], quienes con el tiempo se convirtieron en condes de Warwick.
Urse llegó a Inglaterra poco después de la conquista normanda siguiendo a Guillermo el Conquistador. Es muy probable que su rápido ascenso se debiera a su reputación militar, tal vez adquirida durante la famosa Batalla de Hastings (1066).
Aunque fu familia poseía tierras en Normandía, su fortuna creció exponencialmente durante los reinados de los hijos del Conquistador. Fue vasallo y condestable de Guillermo Rufus y mariscal de Enrique I de Inglaterra. Ayudo a sofocar el levantamiento de Roger de Breteuil durante la rebelión de los Condes (1075), y tras la caída en desgracia de Odon de Bayeux, se apoderó de las propiedades de la iglesia de Worcester. Sus feudos estaban dispersos en grandes propiedades de Worcester, Gloucestershire, Herefordshire y Warwickshire. Urse era conocido por su codicia adquisitiva, y durante el reinado de Guillermo II se le consideraba el segundo en avaricia, solo superado por Ranulf Flambard, otro funcionario real. El historiador Lewis Loyd se refiere a Urse como «en origen un hombre sin importancia que se abrió camino como soldado de fortuna».

## Herencia
Se casó con una dama llamada Adelina (c. 1047-1075). Fruto de esa relación se conocen dos hijos:
- Roger d'Abetot, vizconde y sheriff de Worcester (c. 1060-1114). Primogénito y heredero de Urse. Fue exiliado por Enrique I tras comprobarse que ordenó el asesinato de un oficial real, por lo que perdió sus cargos y posesiones.[7]
- Emmeline d'Abetot (c. 1076-1125). Esposa de Walter de Beauchamp (c. 1072-1129), señor de Elmley; un hijo de Hugo de Beauchamp.